# Vox clamantis in deserto

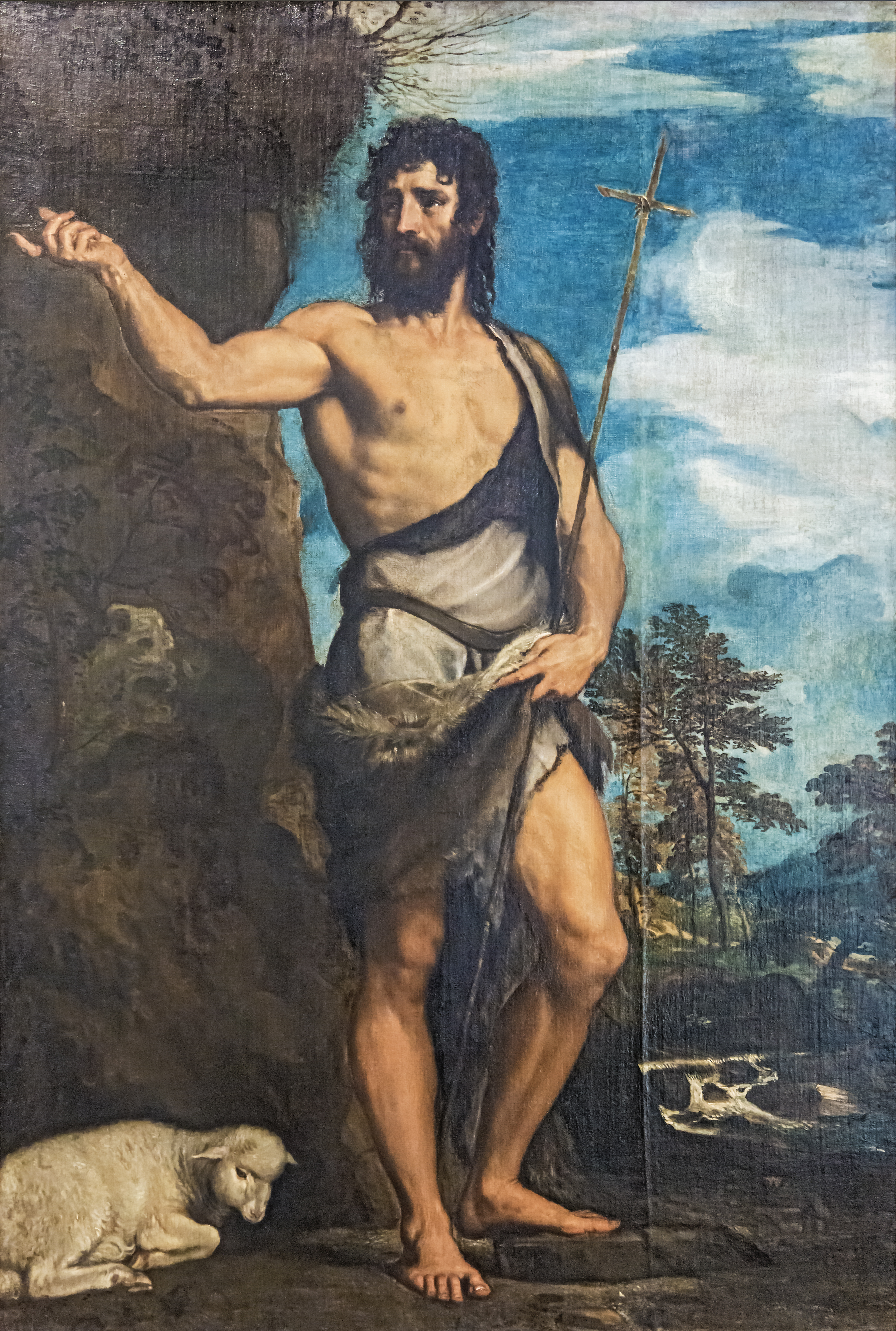
San Giovanni Battista (1542), Tiziano, Venezia, Gallerie dell'Accademia.

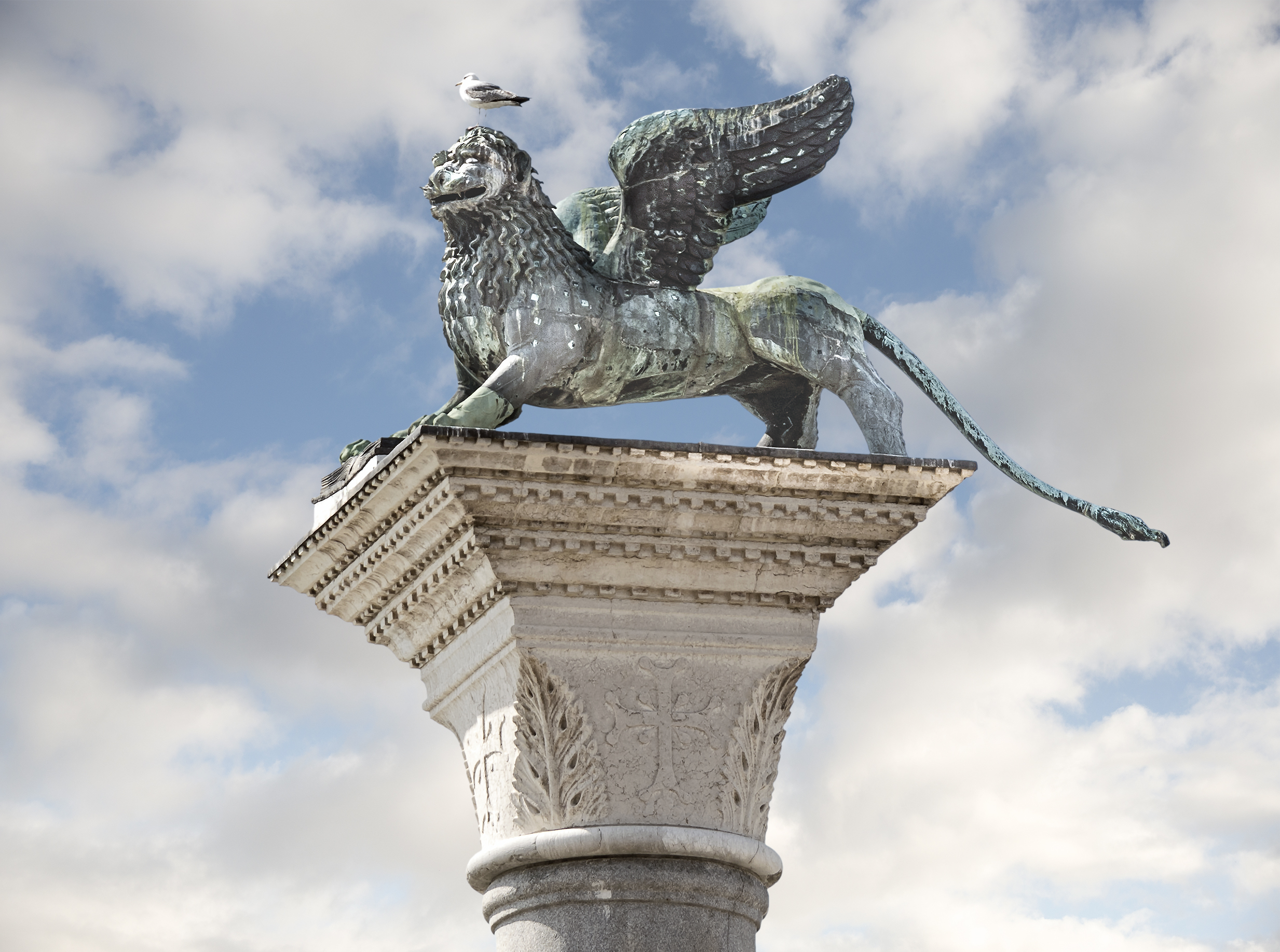
Il "Leone di san Marco" a Venezia.

Vox clamantis in deserto (lett. "la voce di colui che grida nel deserto") è una locuzione latina  riferibile a 'persona i cui consigli rimangono inascoltati' .
La frase si trova nei Vangeli per riferirsi a san Giovanni Battista, il quale nel deserto presso il Giordano predicava il battesimo di conversione. Il Vangelo secondo Marco 1, 1-3 comincia con queste parole:
(Vulgata)
Proprio in virtù di tale affermazione, Marco evangelista viene rappresentato nel tetramorfo come un leone che ruggisce.
Nel Vangelo secondo Giovanni 1, 22-23 è il Battista stesso a definirsi così:
(Vulgata)
È interessante notare come la frase del profeta abbia un significato diverso, legato alla sua punteggiatura :

## Influenza culturale
Nell'uso comune il significato si è spostato dal senso letterale: forse per influsso del Vangelo stesso di Giovanni (che alcuni versetti sopra afferma che Gesù Cristo non venne riconosciuto), o forse perché nel deserto non c'è nessuno che possa ascoltare. Quindi oggi la locuzione viene usata per una persona che parla ma non viene ascoltata; in particolare, è riferita a chi dà consigli (oppure avvisa di un pericolo) e viene ignorato .
Questa frase è anche il motto dell'Università di Dartmouth (USA).